# 伊藤重行
伊藤 重行（いとう しげゆき）は、日本の政治学者、経済学者、松蔭大学教授。
1943年、北海道阿寒郡鶴居村に生まれる。1968年明治大学政治経済学部卒業後、同大学修士課程を経て、1973年同大学大学院政治経済学研究科博士課程単位取得退学。ローマ・クラブ研究員を経て、九州産業大学経営学部国際経営学科設置時に就任する。九州産業大学経営学部教授を経て現職。その間、1976年ローマ・クラブ研究員・日本チームディレクター、1989年アジア・太平洋プロジェクト・ディレクター、1989年仏International Space University客員教授、1991年米Nova Science Publishers編集顧問、1993年米南カリフォルニア大学客員研究員、1994年ウイルソン・センター会議招聘教授、1996年台湾・淡江大学『未来研究』編集委員、1997年伊Rockefeller Bellagio Conference Center会議招聘教授、2000年露極東国際ビジネススクール名誉教授などを歴任した。2003年に新風舎出版奨励賞を受賞する。2010年叙勲・褒章（藍綬褒章）受章を含む数々の受賞歴を持つ。また、日本政治学会理事、日本臨床政治学会理事、「福岡県明るい選挙推進協議会」副会長なども兼務する。講演も多数。

## 著書
- 『アジアと日本の未来秩序』（平成16年4月）東信堂
- 『釧路湿原の聖人・長谷川光二─永遠なる人間の鏡』（平成17年4月）学文社
- 『誰も知らない三つの鶴居を教えます』（平成19年4月）フォーネット社
- 『ツルになったおばあちゃん』（平成19年5月）中西出版
- 『ホワイトヘッドの政治理論』（平成20年4月）学文社
- 『自己組織化するアジア太平洋』（平成22年4月）櫂歌書房
- 『自己安定・自己組織システム-秩序進化の原理』（平成24年4月）志學社
- 『システム哲学序説』（改訂版）（平成24年4月）勁草書房
- 『釧路湿原の長谷川光二-日本のソロー』（共著）（平成24年7月）志學社
- 『アジア太平洋発展論』（平成25年4月）志學社